# Willem Glasbergen

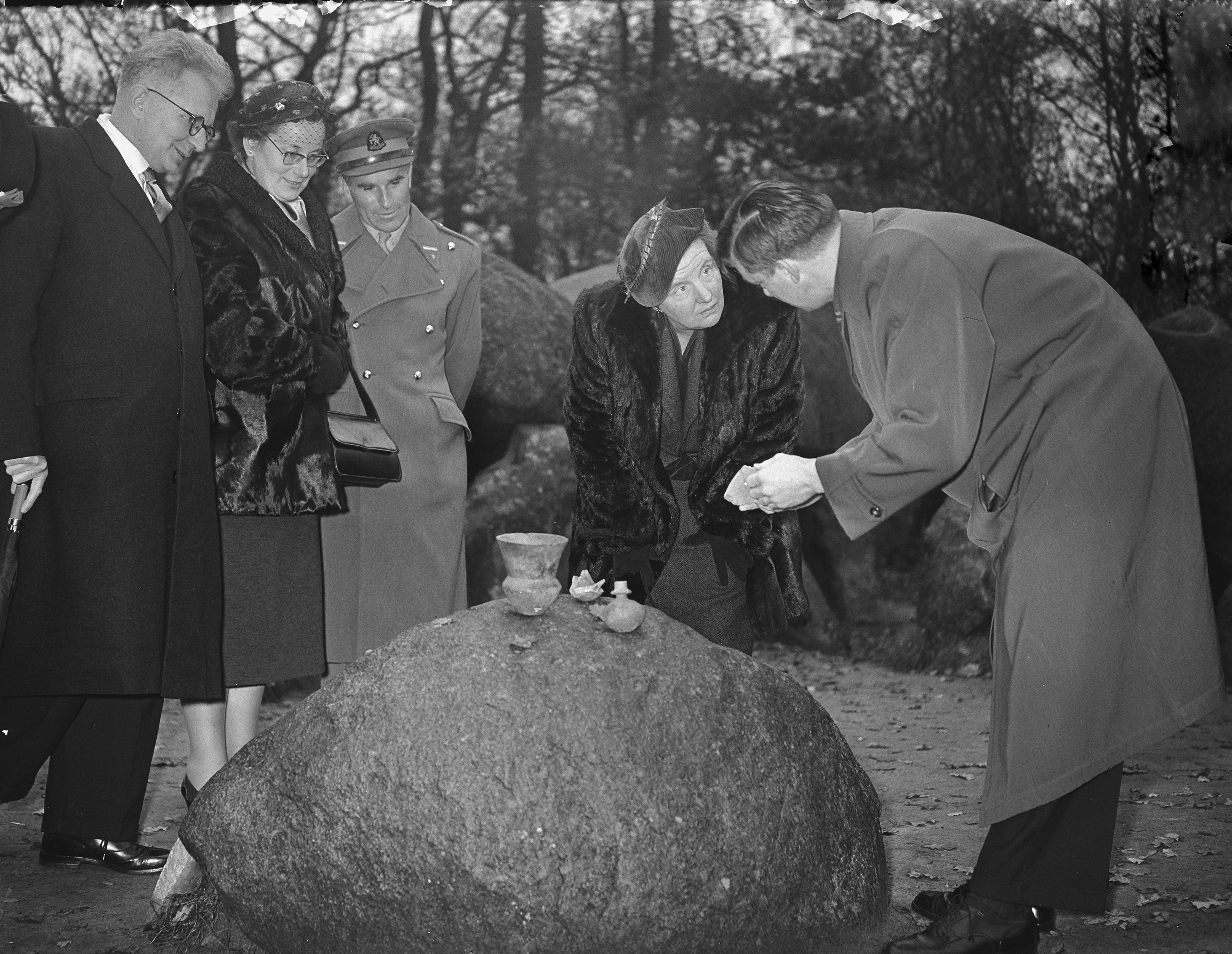
Willem Glasbergen (rechts) in 1955

Willem Glasbergen (* 24. Juli 1923 in Noordwijk; † 1. April 1979 in Amersfoort) war ein niederländischer Archäologe.

## Leben und Werk

### Jugend und Studium bis zur Professur
Willem Glasbergen wurde 1923 in Noordwijk geboren, wuchs in Rijnsburg auf und besuchte nach einem weiteren Umzug der Familie das Gymnasium in Leiden. Der Region Südholland blieb er auch in seinem späteren Berufsleben verbunden, was ihn immer wieder in Orte wie Valkenburg, Rijnsburg, Voorschoten, Leidschendam, Alphen aan den Rijn und Zwammerdam führte. 1943 begann er das Studium der Archäologie und der Kunstgeschichte an der Reichsuniversität Groningen, musste dieses jedoch kriegsbedingt noch im selben Jahre unterbrechen. 1945 setzte er sein Studium in Groningen fort. Die Numismatikerin Annie Nicolette Zadoks-Josephus Jitta war in dieser Zeit eine seiner Dozentinnen.
Von 1945 bis 1948 war Glasbergen Mitglied des Biologischen Archäologischen Instituts von Albert Egges van Giffen. Wie sein jüngerer Kollege Wim van Es war er auch Mitarbeiter des Groninger Museums und des Drents Museum in Assen. von 1948 bis 1951 war er beim Rijksdienst voor het Oudheidkundig Bodemonderzoek tätig. 1951 kehrte er zu van Giffen nach Groningen zurück. Er gehörte zu der zweiten Generation der so genannten Groninger Schule, die in der zweiten Hälfte des 20. Jahrhunderts prägend für die Archäologie in den Niederlanden war.
Ab 1949 beteiligte sich Glasbergen an den Ausgrabungen auf dem Gelände der ehemaligen Abtei von Rijnsburg, wo Spuren der frühmittelalterlichen Siedlung Rothulfuashem und der spätmittelalterlichen Abtei zu Tage traten. Eine kleine Sensation war die Entdeckung der Skelette einiger Mitglieder des holländischen Grafenhauses, darunter Floris V.
1954 wurde er mit einer Arbeit über ein bronzezeitliches Gräberfeld in Noord-Brabant promoviert. 1957 erfolgte die Ernennung zunächst zum außerordentlichen, 1959 zum ordentlichen Professor an der Universität Amsterdam.

### Weiteres Werk
Hatte das Groninger Institut bereits seit langem die drei nördlichen Provinzen der Niederlande in seinem archäologischen Fokus, so widmete sich das Amsterdamer Institut nun unter der Führung Glasbergens hauptsächlich der Archäologie in den westlichen Niederlanden. Die produktive Folge dieser Neuausrichtung waren wichtige Ausgrabungen, durch welche die West-Niederlande zu einer archäologisch führenden Region wurden.
Glasbergen war auch in seiner Tätigkeit als Hochschullehrer sehr rührig. Für den Studiengang in Archäologie erreichte er die Aufnahme prähistorischer und mittelalterlicher archäologischer Disziplinen in das Akademische Statut und etablierte für seine eigenen Studenten ein internes Diplom, als Zeugnis der Fachkompetenz. Er war talentiert darin, die Ergebnisse der Forschung an ein breites Publikum weiter zu vermitteln. Dies gelang ihm sowohl durch seine  Presseveranstaltungen, durch welche die Höhepunkte der Forschung plastisch dargestellt und somit gut multipliziert wurden (wie bei den Schiffsfunden von Zwammerdam), wie durch seine klaren und eloquenten Reden und Vorträge und nicht zuletzt durch seine gut konzeptionierten und publikumsnahen Ausstellungen.
In den 1950er Jahren definierte Glasbergen den Begriff der Hilversum-Kultur, eine prähistorische Kultur aus der Zeit des späten Neolithikums hin zur frühen und mittleren Bronzezeit (1800–1200 v. Chr.), benannt nach der in Hilversum und Umgebung gefundenen Keramik. In den 1960er Jahren nahm er Ausgrabungen in Voorschoten und Leidschendam vor, wobei Küstensiedlungen der neolithischen Vlaardingen-Kultur untersucht wurden.
Zu Glasbergens berühmtesten Ausgrabungen gehören neben denen in Valkenburg und Zwammerdam (siehe folgender Abschnitt) die Grabhügel von Havelte, wo er mit Harm Tjalling Waterbolk zusammenarbeitete. Er veröffentlichte unter anderem auch den Goldschatz von Beilen, die Münzfunde von Yde und Barger-Compascuum, die Perlenkette von Exloo und den Dolch von Barger-Oosterveld. Er führte eine Bearbeitung der in Drenthe gefundenen Terra sigillata durch und publizierte über die Töpferei der Trichterbecher-Kultur.

### Prähistoriker mit Affinität zur Provinzialrömischen Archäologie
Seit seinem Studium kehrte Glasbergen immer wieder, zunächst aus Groningen, später aus Amsterdam, zurück in die ihm seit der Jugend her vertraute Rheinregion, um dort zu forschen. Praetorium Agrippinae (das Kastell Valkenburg und die anschließende Zivilsiedlung) blieb für ihn jahrzehntelang ein bevorzugtes Studien- und Ausgrabungsobjekt. Glasbergen trug mit dazu bei, es zum bekanntesten römischen Kastell auf niederländischem Boden und zu einem der besterforschten des Niedergermanischen Limes zu machen. Aber auch bei anderen wichtigen provinzialrömischen Forschungen war er in leitender Position tätig, so bei den mehrjährigen Grabungskampagnen am Kastell Nigrum Pullum und den direkt davor liegenden Schiffsfunden von Zwammerdam.

### Ehrungen
1959 wurde er zum Mitglied der Königlich Niederländischen Akademie der Wissenschaften (KNAW) gewählt.

## Schriften (Auswahl)
- Terra sigillata uit de provincie Groningen. Bijdrage tot de geschiedenis van den handel in den Romeinschen tijd. In: Jaarverslag van de Vereeniging voor Terpenonderzoek 25–28, 1948, S. 317–368.
- mit Albert Egges Giffen: Thermen en castella te Heerlen-Coriovallum. In: L'antiquité classique 37,1948, S. 237–262
- Barrow excavations in the "Eight Beatitudes". The bronze age cemetery between Toterfout and Halve Mijl, North Brabant. I. The excavations. II. The implications. Academisch proefschrift door Willem Glasbergen. JB Wolters, Groningen 1954 = in  Palaeohistoria 2, 1954, S. S. 1–134 und 3, 1955, S. 1–204 (Digitalisat Teil 1;  Teil 2).
- Het rijengrafveld te Broekeneind bij Hoogeloon (N.-Br.). Stichting Brabants Heem, Eindhoven 1955.
- mit J. D. van der Waals: Beaker types and their distribution in the Netherlands. Intrusive types, mutual influences and local evolutions . In: Paleohistoria 4, 1955, S. 6–46 (Digitalisat).
- mit Harm Tjalling Waterbolk: Der spätrömische Goldschatz von Beilen. In: Palaeohistoria 4, 1955, S. 81–101 (Digitalisat).
- De urn van Toterfout en de reformatie van de Britse bronstijd. Stichting Brabants Heem, 1957.
- mit Siegfried de Laet und J. Nenquin: Bronze age burial ritual in the low countries. In: Archaeology 10, 1957, S. 198–207.
- mit Sigfried de Laet: De voorgeschiedenis der lage landen. JB Wolters, Groningen 1959.
- Aardewerk van de trechterbekercultuur uit Kisveld bij Neede (Gld.). In: Helinium 1, 1961, S. 43–47 (Digitalisat).
- mit Albert Egges van Giffen: De vroegste faze van de TRB-cultuur in Nederland. In: Helinium 4, 1964, S. 40–48.
- mit Herman Hendrik van Regteren Altena: De abdij van Rijnsburg. Opgravingen in 1960/61 en 1963/64. Voorlopige mededeling. In: Jaarboekje voor Geschiedenis en Oudheidkunde van Leiden en omstreken (Leids Jaarboekje) 1965, S. 144–157.
- mit W. Groenman-van Waateringe und G. M. Hardenberg-Mulder: Settlements of the Vlaardingen culture at Voorschoten and Leidschendam. In: Helinium 7, 1967, S. 3–31. 97–120.
- Nogmaals HVS/DKS. Voordracht gehouden in de algemene vergadering van de Hollandsche Maatschappij der Wetenschappen van 11 mei 1968. Bohn, 1969.
- De Romeinse castella te Valkenburg ZH. De opgravingen in de dorpsheuvel in 1962. Band 1, Wolters-Noordhoff, 1972.
- mit Willy Groenman-van Waateringe: The pre-Flavian garrisons of Valkenburg ZH. Fabriculae and bipartite barracks. North-Holland Publishing Company, Amsterdam 1974 (Digitalisat).
- mit Sophia Maria Elisabeth Lith: Italische und frühe südgallische Terra Sigillata aus Velsen (Provinz Nord-Holland). In: Rei Cretariae Romanae Fautorum Acta 17/18, 1977, S. 5–21.